# Ромась, Михаил Антонович
Михаил Антонович Ромась (также Ромасев; 1858, Козелец — 17 июня 1920, Одесса) — российский рабочий, участник революционного движения.

## Биография
Михаил Ромась родился в 1858 году в городе Козельце Черниговской губернии (ныне посёлок городского типа в Черниговской области Украины) в семье унтер-офицера жандармского полка. Выйдя в отставку, Антон Ромась перевёз семейство в Парафиевку Борзнянского уезда, где стал трудиться кузнецом. Михаил поступил в уездное училище в Борзне, а после смерти отца был отдан «в люди», сперва в сапожную мастерскую, а потом в мелочную лавку.
В конце 1870-х устроился работать смазчиком на Киево-Брестскую железную дорогу в Киеве, где и был вовлечён в революционное движение. В 1879 году участвовал в собраниях Киевского революционного кружка М. Р. Попова, распространял среди железнодорожных рабочих нелегальную литературу. 23 декабря 1879 года задержан жандармами на станции Казатин, при обыске у него обнаружили запрещённые книги. Ромася заключили в Киевский тюремный замок, но ввиду молодости агитатора не предали военному суду, а сослали в Вологодскую губернию.
25 августа 1880 года Ромась прибыл в Вышневолоцкую пересыльную тюрьму, где содержался до марта 1881 года, когда отказался принести присягу новому императору Александру III. После этого по распоряжению министра внутренних дел М. Т. Лорис-Меликова был выслан в Якутскую область. Пытался бежать, однако в октябре 1881 года был задержан в Тюкалинске с билетом на чужое имя и возвращён обратно.
По постановлению Особого совещания от 10 мая 1882 года срок ссылки был определён в 4 года, считая с 9 сентября 1881 года. По истечении срока наказания жил в Киеве, в Орле, с 1887 года — в Казанской губернии, где снова занялся пропагандой. На средства студента медицинского факультета Казанского университета народника И. П. Чарушникова открыл мелочную лавку в селе Красновидово Свияжского уезда, служившую прикрытием для пропагандистской работы среди крестьян. Здесь летом 1888 года у него жил молодой Алексей Пешков (М. Горький), который подробно описал этот эпизод из жизни в повести «Мои университеты». В конце августа 1888 года зажиточные крестьяне спалили лавку М. А. Ромася, после чего, продав сохранившееся имущество, он покинул село Красновидово.
В 1893—1894 годах состоял в партии «Народное право», в феврале 1894 года организовал в Смоленске подпольную типографию. После разгрома «Народного права» был привлечён к дознанию, содержался в доме предварительного заключения. В 1895 году Ромась был отправлен в ссылку в Восточную Сибирь сроком на пять лет. Жил в Вилюйске. Возвратился в европейскую Россию в 1902 году, жил в Воронеже, в 1904 году в Седлеце, затем в Лиде Виленской губернии.
С 1906 года работал завхозом городской больницы в Севастополе.
Во время Первой мировой войны работал во Всероссийском земском союзе. В 1916 году переехал в Одессу, где и скончался 17 июня 1920 года.

## Семья
Первая жена (с 1888 года) — Мария Степановна Деренкова (1865—1930), участница революционных кружков, впоследствии фельдшер, Герой Труда (1929). Персонаж повести М. Горького «Мои университеты».
Вторая жена (с 1894 года) — Надежда Петровна Фонякова (1869—1961), член партии «Народное право», внучка декабриста Ивана Якушкина В браке было четверо детей.

## Короленко и Горький
Дружил с Владимиром Короленко, с которым познакомился ещё в первой якутской ссылке (после ссылки в 1887 году В. Г. Короленко приезжал к М. А. Ромасю в Красновидово). Переписывался с ним до конца жизни.
Персонаж повести М. Горького «Мои университеты».